# 澤田駿吾
澤田 駿吾（さわだ・しゅんご、本名：澤田駿五、1930年2月10日 - 2006年8月28日）は、日本のジャズ・ギタリスト。

## 人物
1930年2月10日、愛媛県西宇和郡八幡浜町出身。少年時代に『姉妹と水兵』（1944年アメリカ映画）を見て、劇中のギター演奏に魅せられたのがギターを始めるきっかけになったと言う。
第二次世界大戦後に東京へ出て、本格的にジャズギターを始めると共に、米軍キャンプを回るようになる。
1954年に神奈川県横浜市の伊勢佐木町にあったクラブ：モカンボで行われた『モカンボ・セッション』では、ハナ肇、植木等、守安祥太郎らと共に参加している。
1957年にチコ・ハミルトン楽団のギタリストだったデンプシー・ライトに弟子入りし、本格的なジャズギターテクニックの伝授を受けた。
また、作曲家としても活動し、東京放送（現在のTBSテレビ）系列のテレビドラマ『月曜日の男』の劇伴音楽と主題歌の作曲を手掛けるなど数多くの作品も残した。
ジャズギタリストとしては自らバンドを率いたり、前田憲男など音楽仲間のバンドに参加するなど、幅広い活動を展開した。一方では1975年に『ルーツ音楽院』というジャズマン養成の音楽学校を開校し、初代校長として後進の指導に当たった。
2006年8月28日、肝細胞癌の為に逝去。76歳没。

## 作品

### 作曲
- 『月曜日の男』（作詞：持統院丈太郎 歌唱：水原弘、東芝音楽工業）

### アルバム
- 『沢田駿吾･GO! GO! SCAT-BOSSA』（キングレコード 1994年）

## 参考資料
- 人生のセイムスケール - 沢田駿吾編